# Mark Fotheringham
Mark McKay Fotheringham (* 22. Oktober 1983 in Dundee) ist ein schottischer Fußballtrainer und ehemaliger -spieler. 

## Karriere als Spieler
Mark Fotheringham war Kapitän der schottischen U15-Nationalmannschaft und wurde daraufhin von einigen englischen Klubs umworben, unter anderem von Manchester United. Dennoch blieb er in Schottland und schloss sich Celtic Glasgow an. Er debütierte in der schottischen Premier League am letzten Spieltag der Saison 1999/2000. 2003 wechselte er ablösefrei zum FC Dundee, für den er in zwei Jahren 51 Einsätze bestritt und dabei vier Tore erzielte, den Abstieg in der Saison 2004/05 allerdings nicht verhindern konnte.
Zu Beginn der Saison 2005/06 wechselte Fotheringham nach insgesamt 52 Einsätzen in der höchsten schottischen Spielklasse für angeblich 300.000 Euro zum deutschen Zweitligisten SC Freiburg, wo er bis zum 13. Mai 2006 zu zwölf Einsätzen kam. Trotz seines Reservisten-Daseins stand Mark Fotheringham bei einigen Fans des SC Freiburg aufgrund seiner kämpferischen Spielweise hoch im Kurs.
In der ersten Hälfte der Saison 2006/07 spielte er in der Schweiz beim FC Aarau in der Super League. Aus familiären Gründen verließ er in der Mitte der Saison den Verein und kehrte zurück in das Vereinigte Königreich. Im Januar 2007 trainierte er bei den Glasgow Rangers mit, um einen neuen Vertrag zu bekommen. Am 31. Januar entschied er sich, für Norwich City zu spielen.
Seit Dezember 2007 war er Kapitän der Canaries, nachdem Jason Shackell ausgefallen war. Er behielt die Rolle des Spielführers bei. Am 23. Mai 2008 wurde sein Vertrag um ein Jahr verlängert. Es wurde auch vereinbart, dass Fotheringham weiterhin Kapitän der Mannschaft bleibt.
Anfang März 2009 reagierte er in einem Spiel gegen Coventry City damit, dass er nach seiner Auswechslung direkt das Stadion verließ. Er war während des Spiels von den Fans ausgebuht worden. Aufgrund dieser Reaktion wurde er als Kapitän durch Gary Doherty ersetzt, da der damalige Trainer Bryan Gunn sich enttäuscht von dieser Aktion zeigte. Seitdem machte er kein Spiel mehr für Norwich und wurde Ende April freigestellt.
Seit dieser Zeit war Fotheringham vereinslos. Er spielte bei verschiedenen Vereinen vor. Nachdem er einen Vertrag bei Anorthosis Famagusta unterschrieben hatte, dessen Laufzeit im Januar 2010 beginnt, unterschrieb er bei Dundee United für drei Monate. Danach folgen die Stationen Ross County (Scottish Premier League) und Notts County (Football League One).
Zur Saison 2014/15 schloss sich Fotheringham dem englischen Zweitligisten FC Fulham an. Er erhielt einen Vertrag bis zum Saisonende, verließ den Verein aber bereits Anfang 2015. Im Januar 2016 unterschrieb er einen Vertrag beim schottischen Zweitligisten FC Livingston, für den er bereits von 2011 bis 2012 gespielt hatte. Im Sommer 2016 beendete er seine aktive Karriere.

## Karriere als Trainer
Zur Saison 2016/17 wurde Fotheringham Co-Trainer von Tomas Oral beim Zweitligisten Karlsruher SC. Nachdem Oral Anfang Dezember 2016 freigestellt worden war, assistierte Fotheringham für kurze Zeit dem Interimstrainer Lukas Kwasniok. Am 13. Dezember 2016 wurde diese Zusammenarbeit beendet.
Im November 2017 wurde Fotheringham Co-Trainer von Gary Bollan beim schottischen Viertligisten FC Cowdenbeath.
Anfang April 2019 wechselte Fotheringham zum Zweitligisten FC Ingolstadt 04, bei dem er wieder Co-Trainer von Tomas Oral wurde, der die abstiegsbedrohte Mannschaft kurz zuvor übernommen hatte. Nachdem der Verein in der Relegation in die 3. Liga abgestiegen war, verließen Oral und Fotheringham den Verein wieder.
Am 11. März 2020 übernahmen Oral und Fotheringham erneut den FC Ingolstadt 04, der sich in der 3. Liga knapp hinter einem Aufstiegsplatz befand. In der Saison 2020/21 schafften sie den Aufstieg in die 2. Bundesliga. Anschließend trennten sich der FC Ingolstadt und Oral, woraufhin auch Fotheringham den Verein verließ.
Mitte März 2022 wurde Fotheringham Co-Trainer von Felix Magath beim Bundesligisten Hertha BSC.
Ende September 2022 gab der englische Zweitligist Huddersfield Town die Verpflichtung von Mark Fotheringham als neuen Cheftrainer bekannt. Bereits Anfang Februar 2023 wurde er nach weniger als fünf Monaten im Amt wieder entlassen. Fotheringham hatte mit Huddersfield 5 von 21 Spielen gewonnen.

## Erfolge
mit Celtic Glasgow:
- Schottischer Meister: 2001